# Кертис P-6
Кертис P-6 (енгл. Curtiss P-6 Hawk) је ловачки авион направљен у САД. Авион је први пут полетео 1927. године. 

Највећа брзина у хоризонталном лету је износила 328 km/h. Размах крила је био 9,60 метара а дужина 7,06 метара. Маса празног авиона је износила 1200 килограма, а нормална полетна маса 1515 kg. Био је наоружан са два синхронизована митраљеза калибра 7,62 mm.

## Наоружање
| Наоружање авиона: Кертис       |      |
| Ватрено (стрељачко) наоружање  |      |
| Топ                            |      |
| Митраљез                       |      |
| Број и ознака митраљеза        | 2    |
| Калибар                        | 7,62 |
| Бомбардерско наоружање (бомбе) |      |
| Ракетно наоружање (ракете)     |      |